# انتخابات الرئاسة الأمريكية 1908
الانتخابات الرئاسية الأمريكية 1908 هي الانتخابات الرئاسية الأمريكية التي جرت في 3 نوفمبر 1908، لانتخاب رئيس الولايات المتحدة، فاز بالانتخابات ويليام هوارد تافت.

## المرشحين
| المرشح            | الحزب | عدد الأصوات |
| ----------------- | ----- | ----------- |
| ويليام هوارد تافت |       |             |